# Алексеевская (Волгоградская область)
Алексе́евская — станица (с 1992 года) в Алексеевском районе Волгоградской области России. Административный центр Алексеевского района (с 1986 года) и Алексеевского сельского поселения.

## Физико-географическая характеристика

### Географическое положение
Станица находится в 302 км северо-западнее Волгограда, на левом берегу реки Бузулук (приток Хопра), вдоль которой расположена водоохранная зона, государственные памятники природы, зелёные зоны. В пойме Бузулука, на расстоянии около 100 м юго-восточнее от станицы, расположено озеро Цаплино — государственный памятник природы как «место обитания и размножения диких птиц», а также имеющее большое эстетическое значение.
В 5 км к северо-востоку от станицы обнаружены месторождения торфа.
Северо-западнее станицы находится государственный видовой охотничий заказник «Усть-Бузулукский»
Алексеевская, как и вся Волгоградская область, находится в часовой зоне МСК (московское время). Смещение применяемого времени относительно UTC составляет +3:00.

### Климат
Климат умеренный континентальный (согласно классификации климатов Кёппена — Dfa). Годовая норма осадков — 539 мм. Наибольшее количество осадков выпадает в июле — 57 мм, наименьшее в августе — 33 мм. Среднегодовая температура положительная и составляет + 8,5 °С, средняя температура самого холодного месяца января −6,3 °С, самого жаркого месяца июля +23,3 °С.
| Показатель                                       | Янв. | Фев. | Март | Апр. | Май  | Июнь | Июль | Авг. | Сен. | Окт. | Нояб. | Дек. |
| ------------------------------------------------ | ---- | ---- | ---- | ---- | ---- | ---- | ---- | ---- | ---- | ---- | ----- | ---- |
| Средний суточный максимум, °C                    | −3,9 | −2,9 | 3,9  | 14,2 | 21,4 | 25,3 | 28   | 27,6 | 20,5 | 11,8 | 3,6   | −1,3 |
| Средняя температура, °C                          | −6,3 | −5,7 | −0   | 9,1  | 16,4 | 20,6 | 23,3 | 22,5 | 15,7 | 8,1  | 1,1   | −3,3 |
| Средний суточный минимум, °C                     | −9,1 | −8,9 | −4,3 | 3,4  | 10,3 | 14,7 | 17,6 | 16,8 | 10,8 | 4,5  | −1,5  | −5,6 |
| Норма осадков, мм                                | 47   | 38   | 40   | 40   | 48   | 53   | 57   | 33   | 50   | 44   | 41    | 48   |
| Средняя влажность, %                             | 84%  | 83%  | 76%  | 63%  | 55%  | 54%  | 53%  | 49%  | 58%  | 69%  | 80%   | 82%  |
| Источник: «Climate Data» актуально на 01.01.2021 |      |      |      |      |      |      |      |      |      |      |       |      |

## История

### XVIII век
Первое документальное упоминание о станице Алексеевской связано с показаниями атамана станицы Зимовая Пахома Сергеева в 1700 году. Он отметил, что по рекам Хопёр, Медведица и Бузулук существует 59 сторожевых и казацких городков, среди которых было 16 бузулукских, в том числе Алексеевская. Станица первоначально располагалась на правом берегу реки Бузулук.
Однако, как утверждают сами жители, станица была названа Алексеевской в честь рождения сына Петра I. Говориться что когда он проезжал в этом месте, ему доложили о рождении сына и сказал он "Будет град сей имя носить, Алексеевская"
Упоминается Алексеевская и в документах по восстанию под предводительством Кондратия Булавина, первоначально – как место, где восстали и присоединились к Булавину местные казаки и батраки, позже, в 1703 году – как одна из станиц, присягнувшая на верность царю Петру I после гибели Булавина. Однако после подавления восстания станица подверглась жестоким репрессиям. Казаки были переселены на худшие земли, а многие постройки станицы сожжены.
Несмотря на трудности, станица продолжала развиваться. В 1745 году в Алексеевской был построен Михайло-Архангельский храм, что свидетельствовало о восстановлении и укреплении духовной жизни сообщества. В это время в станице насчитывался 101 двор и проживало 253 человека.
В 1764 году в результате большого потопа станица была перенесена на левый берег реки, в то место, где находится до настоящего времени.
В 1776 году в станице была освящена деревянная Богоявленская церковь, которая была перевезена по частям из станицы Михайловской. Этот факт подчеркивает важность религиозной жизни в судьбе казаков и укрепление культуры и традиций в новом месте.

### XIX век
С 1802 по 1857 год станица Алексеевская была административным центром Хопёрского округа Области Войска Донского Российской империи. В округе действовали казначейство, окружное дворянское собрание, канцелярия, тюрьма и караульная казарма, что подчеркивало значимость станицы как административного центра. До 1858 года станица оставалась центром округа.
В 1805–1806 годах в станице открылось первое церковно-приходское училище, в котором обучалось 53 человека. Однако по переписи 1897 года было установлено, что 80% казаков станицы и её хуторов оставались неграмотными вплоть до Октябрьской революции.
Казаки станицы Алексеевской активно участвовали в Отечественной войне 1812 года и в заграничных походах 1813-1814 годов в составе казачьего корпуса генерала Платова. С 1815 года начал формироваться Алексеевский казачий юрт, что укрепило военные и административные традиции казачества.

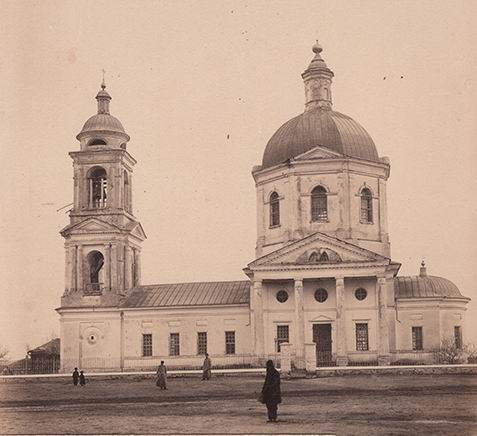
Архангельская церковь до революции

В 1816 году в станице началось строительство новой каменной церкви взамен обветшавшей деревянной. Строительство было завершено в 1820 году.
В 1857 году к станице Алексеевской была присоединена бывшая старинная станица Яминская, что расширило её территорию и влияние. К 1859 году в юрте станицы было 15 хуторов, включая Помалин, Ивкин, Яминский и другие, названия которых, вероятно, происходят от фамилий хозяев или первопоселенцев.
К 1860 году станица имела земельный юрт площадью 44,045 десятин, использовавшийся казаками для обработки. В станице насчитывалось 321 хозяйство с населением 1565 человек. В 1859 году в Алексеевской была открыта почтовая станция, что связано с прохождением через станицу Астраханского шляха — одного из древнейших сухопутных путей из Астрахани в Москву, известного с XV века.
XIX век также был временем испытаний для станицы. Она пережила крупные пожары в 1837, 1858, 1872 и 1887 годах, а также эпидемии холеры в 1830 и 1842 годах. Несмотря на эти трудности, станица продолжала развиваться как важный центр казачьей жизни.

### Начало XX века
В 1913 году в Алексеевской открылся маслозавод, что свидетельствует о развитии местной промышленности и торговли. В это время продолжало функционировать Высшее начальное церковно-приходское училище.
По состоянию на 1918 год станица Алексеевская входила в состав Алексеевского юрта Хопёрского округа Области Войска Донского, включавшего 19 хуторов. Жители станицы и близлежащих хуторов были вовлечены в события Гражданской войны. В станице развернулась борьба с формированиями прапорщика Дудакова, выступившего против революционной власти. Трагические события продолжились в связи с вёшенским восстанием в марте-июне 1919 года.
Советская власть после событий Октябрьской революции окончательно установилась в станице в апреле 1918 года.
В марте 1919 года в Алексеевской была организована партийная ячейка, насчитывавшая 25 человек, включая сочувствующих. Это стало началом политических изменений в станице, связанных с установлением советской власти.

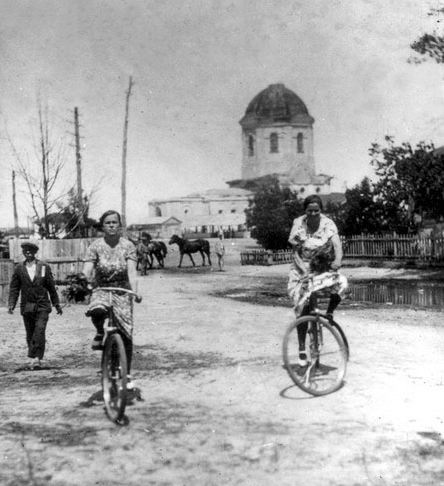
Архангельская церковь в 1930 году

23 июля 1928 года, постановлением Президиума ВЦИК, был создан Алексеевский район в составе Хопёрского округа Нижне-Волжского края. В него вошли станицы и хутора из близлежащих волостей и станиц. В то время в районе проживало 35,034 человека, и было организовано 35 сельсоветов.
В 1935 году Алексеевский район был реорганизован, что привело к его разукрупнению и образованию 21 сельского совета. В его состав входило 106 населенных пунктов.

### Великая Отечественная война
С началом войны 9237 жителей Алексеевского района отправились на фронт, из них 4018 человек не вернулись домой, отдав свои жизни за Родину. Для обеспечения фронтовых нужд район собрал 300 передвижных авторемонтных мастерских, используя почти всю новую технику и оборудование МТС. Были сформированы части народного ополчения и истребительный батальон для борьбы с немецкими диверсантами. В район прибывали эвакуированные из фронтовых областей, в станице Алексеевской располагался 27-й хирургический полевой подвижной госпиталь.
Комсомольцы района собрали тысячи дефицитных деталей и инструментов для ремонта техники. Трудящиеся района внесли 116,279 рублей в Фонд обороны и участвовали в сборе средств на постройку авиаэскадрильи «На защиту Сталинграда».

### XX в. Послевоенный период
В связи с укрупнением сельских районов области по Указу Президиума Верховного Совета РСФСР от 25 декабря 1962 года район был ликвидирован. Вновь Алексеевский район восстановлен 30 декабря 1966 года из части Нехаевского, Кругловского, Новоаннинского районов.
В 1988 году был открыт новый приход церкви Михаила Архангела. Службы проходили в молельном доме, который был куплен на средства прихожан.

### Россия
В 2002 году началось строительство центральной районной больницы.
31 декабря 2004 года законом Волгоградской области от 31.12.2004 N 988-ОД «Об установлении границ и наделении статусом Алексеевского района и муниципальных образований в его составе» было создано Алексеевское сельское поселение, что определило новые административные границы и статус муниципальных образований в его составе.
21 ноября 2006 года, в День памяти Архистратига Михаила, состоялось открытие скульптурного ансамбля «Вспомним, братцы, про былое» на пересечении улицы Красногвардейской и переулка Советского. Это событие символично совпало с Престольным праздником станицы Алексеевской.
30 сентября 2007 года в станице был открыт памятник Петру I в память о его историческом значении для поселения.
В 2014 году станица отметила своё 300-летие. В честь этого события было проведено массовое зрелищное мероприятие, включавшее реконструкцию исторических событий от времён Петра I до наших дней. К юбилею были построены и открыты новые объекты: зона отдыха «Ретро» возле станичного парка имени Новикова, инсталляция «Пёстрые цветы», альпинарий на улице Красногвардейской, а также «Дерево мира», установленное в центре станицы благодаря совместным усилиям всех жителей.
В 2016 году в станице Алексеевской открыли современный стадион, который включает футбольное поле, три беговые дорожки и отдельную дистанцию для спринтерской стометровки, а также была открыта новая пожарно-спасательная часть, оборудованная по современным стандартам.
В 2022 году в рамках федерального проекта «Формирование комфортной городской среды» нацпроекта «Жильё и городская среда» была проведена реконструкция центральной площади. Было выполнено декоративное мощение из разноцветной тротуарной плитки и установлена новая уличная мебель.

## Религия
Первое упоминание о храме в станице относится к 1724 году, когда по благословению митрополита Пахомия была построена деревянная церковь с колокольней во имя святого Архистратига Михаила. Этот храм стал духовным центром для жителей станицы, однако в 1740 году, после разрушительного наводнения, станица была перенесена на новое место, и вместе с ней перевезли и церковь. Вновь освящённая в 1745 году, она продолжала служить местным верующим.
Однако со временем деревянное строение начало ветшать. В 1774 году станичники, осознавая необходимость обновления храма, приобрели в станице Михайловской Богоявленскую деревянную церковь. Этот храм был перевезён в Алексеевскую и освящён в 1776 году.
К началу XIX века, снова столкнувшись с ветхостью деревянного здания, жители станицы приняли решение о строительстве нового, более долговечного каменного храма. В 1816 году началось строительство нового храма в честь Архистратига Михаила, с приделом во имя Трёх Святителей — Василия Великого, Григория Богослова и Иоанна Златоуста. Строительство было завершено в 1820 году, и этот храм стал главным религиозным центром станицы на многие десятилетия.
Старая деревянная церковь была продана в 1838 году в Старожиловскую слободу Воронежской губернии, где продолжила своё служение. Однако и новый каменный храм не избежал потрясений. После Октябрьской революции 1917 года начались трудные времена для религиозных учреждений по всей стране. Храм в станице долгое время стоял без крестов, а его здание использовалось как зернохранилище. В 1950-е годы церковь была окончательно разрушена.
Восстановление духовной жизни в станице началось только в конце XX века. В 1988 году был открыт новый приход, и службы проводились в молельном доме, приобретённом на средства прихожан. Этот скромный дом стал временным центром духовной жизни станицы. Однако в 2002 году на его месте был возведён новый храм, который стал символом возрождения религиозных традиций и духовной преемственности в станице.

## Экономика
Основу экономики станицы Алексеевской Волгоградской области составляют агропромышленный комплекс и сфера малого бизнеса. Для них характерна многопрофильность видов экономической деятельности.
Промышленные предприятия станицы представлены организацией ООО «Темп». Основной вид деятельности компании: производство хлеба и мучных кондитерских изделий, тортов и пирожных недлительного хранения. В ООО «Темп» работает мельничный комплекс, где за 2023 год было произведено 16 тонн муки.

## Культура

### Музей
Алексеевский районный краеведческий музей занимает здание бывшего четырёхклассного высшего начального церковно-приходского училища, построенного в 1910 году. Музей был открыт в 1978 году и представляет собой четыре изолированных зала с более чем 6000 экспонатов.
Первый зал раскрывает тему «Археология края». Здесь можно увидеть уникальные экспонаты, такие как каменная половецкая баба XII века, мечи акинака скифо-савроматской культуры IV–VI веков, орудия труда и предметы быта срубной культуры (II тысячелетие до н. э.). Второй зал включает экспозиции истории развития казачества XVI–XIX веков, исторические документы, карты, награды войн и кампаний XIX века, редкие предметы казачьего быта. Третий зал представляет собой интерьер казачьей «горницы» XIX века с одеждой казаков, иконами и религиозными книгами. Четвёртый зал — выставка, посвящённая землякам — участникам Великой Отечественной войны и Сталинградской битвы.

### Кинотеатр
Кинотеатр расположен в здании районного Дома культуры на центральной площади станицы Алексеевской и примыкает к парковой аллее.
Зрительный зал киноцентра предназначен для проведения культурно-досуговых мероприятий и демонстрации кинофильмов. В зале 244 посадочных места.
В 2021 году киноцентр был отремонтирован по программе модернизации малых кинотеатров Фонда кино Российской Федерации. В рамках ремонта зал оснастили современным цифровым оборудованием для демонстрации кинофильмов.

### Дом культуры
Построенный в 1957 году, Дом культуры служит центром культурной жизни района и является структурным подразделением Межпоселенческого культурно-досугового центра. 
Алексеевский дом культуры активно занимается организацией и проведением различных культурных мероприятий, направленных на развитие творческого потенциала населения. Среди основных направлений работы — организация концертов, фестивалей, театральных постановок, выставок, а также создание условий для развития самодеятельного творчества и культурного досуга детей и молодежи.
При Доме культуры функционируют 14 самодеятельных творческих коллективов, работающих в различных жанрах: хореография, вокал, хоровое пение, театральное искусство и другие. Шесть коллективов имеют звания «народный» и «образцовый», что свидетельствует о высоком уровне их мастерства и признании на региональном и федеральном уровнях. При Алексеевском доме культуры также действуют разнообразные клубы по интересам, направленные на удовлетворение культурных и досуговых потребностей различных возрастных групп.

### Парково-рекреационные зоны
Парк имени А. Новикова
Парк был создан в 1970-е годы и с тех пор является важным местом досуга для местных жителей и гостей станицы.
На территории парка расположены разнообразные объекты, привлекающие внимание посетителей. Среди них детская площадка, фонтан, архитектурные формы, такие как скульптуры казачки и рыбака. В парке также находится небольшая часовня, установленная на месте бывшей церкви. Одним из интересных элементов парка является извилистая дорожка в форме скрипичного ключа. Также в парке можно увидеть другие уникальные объекты, такие как скульптура деда Щукаря, торшер и цветочные часы.
В северной части парка в 2017 году была создана зона отдыха под названием «Вдохновение», строительство которой обошлось в 10,5 млн рублей. Эта часть парка была обустроена в рамках программы реконструкции и стала важным элементом благоустройства. Ранее, в 2015 году, в парке была построена ещё одна зона отдыха в рамках федерального проекта «Устойчивое развитие сельских территорий на 2014–2017 годы и на период до 2020 года», на реализацию которой было выделено 3,43 млн рублей.
Зелёный парк
Благоустроенное общественное пространство, созданное на месте пустыря. Работы по обустройству парка начались в рамках государственной программы «Устойчивое развитие сельских территорий» и были поддержаны президентскими грантами. За менее чем четыре года заброшенная территория была полностью преобразована в современный парк.
На территории парка обустроены детские и спортивные площадки, зоны отдыха с перголами, хоккейная коробка и площадка для мотокросса. В ходе благоустройства были также смонтированы системы освещения и полива, высажены деревья и кустарники, замощены прогулочные дорожки.
В 2024 году в парке реализовали два значимых проекта: «Тропа здоровья: от активного движения — к здоровому долголетию» и «Велогородок. Безопасное детство». Эти инициативы направлены на продвижение здорового образа жизни и безопасности детей.

### Памятники и скульптуры
Архитектурный абажур
Установлен в 2014 году к 300-летию станицы. Расположен в зоне отдыха «Ретро» возле парка имени А. Новикова. 
Братская могила бойцов 3-го Добровольческого красногвардейского отряда, погибших в период Гражданской войны
Памятник представляет собой мемориальный комплекс, доминантой которого является 6-метровая фигура Солдата-победителя, перед которой расположены мраморные плиты с фамилиями погибших и умерших от ран красноармейцев 3-го Добровольческого Красногвардейского отряда. Перед мраморными плитами установлена памятная пятиконечная звезда, в которой помещён Вечный огонь.
Большой макет «Точки роста»
На макете визуализирована вся территория района, показано, чем знаменито каждое из поселений.
Дерево Надежды
Инсталляция, установленная на Алексеевской площади в честь 300-летия станицы. Конструкция, выполненная в виде дерева с пёстрыми цветами, которые загораются разноцветными огнями в вечернее время.
Памятник Матери
Памятник открыт в станице Алексеевской в день празднования 85-летия образования Алексеевского района. Скульптурная композиция посвящена величию материнского подвига и символизирует вечные ценности — семью, любовь, верность и материнство. Фигура женщины с ребёнком на руках выражает торжество жизни и силу материнской любви.
Памятник Петру I
'''Памятник Петру I''' украшает центральную площадь станицы Алексеевской и был установлен в 2007 году в честь реформатора и царя Петра Великого. По местному преданию, станица получила своё название в честь Алексея Петровича, сына Петра I. Памятник представляет молодого Петра с шашкой в руке, на которой стоит штоф — символ казачьего гостеприимства.
Скульптура казака, занятого рыбалкой
Скульптуру разместили в парке, прямо на берегу речушки, через которую переброшен мостик. У ног казака сидит кот, поджидая улов.
Скульптурный ансамбль «Вспомним, братцы, про былое»
Ансамбль установлен в 2006 году. Композиция представляет собой трёх казаков, присевших отдохнуть после службы. Прототипами для этой скульптуры стали реальные жители станицы. Открытие памятника состоялось 21 ноября в День памяти Архистратига Михаила, престольный праздник станицы.

## Образование
В станице действуют следующие общеобразовательные учреждения:
- МБДОУ Алексеевский детский сад «Сказка» — ул. Крестьянская, д. 77[32];
- МБОУ Алексеевская средняя школа имени И.В.Мушкетова — ул. Ленина, д. 44А;[33]
- МБУ ДО «Алексеевская детская школа искусств» — пер. Калинина, д. 19[34]

## Медицина
В Алексеевской действуют следующие медицинские учреждения:
- Станция скорой медицинской помощи — ул. Красногвардейская, 80;
- Алексеевская центральная районная больница. Поликлиника для взрослых — ул. Красногвардейская, 80;

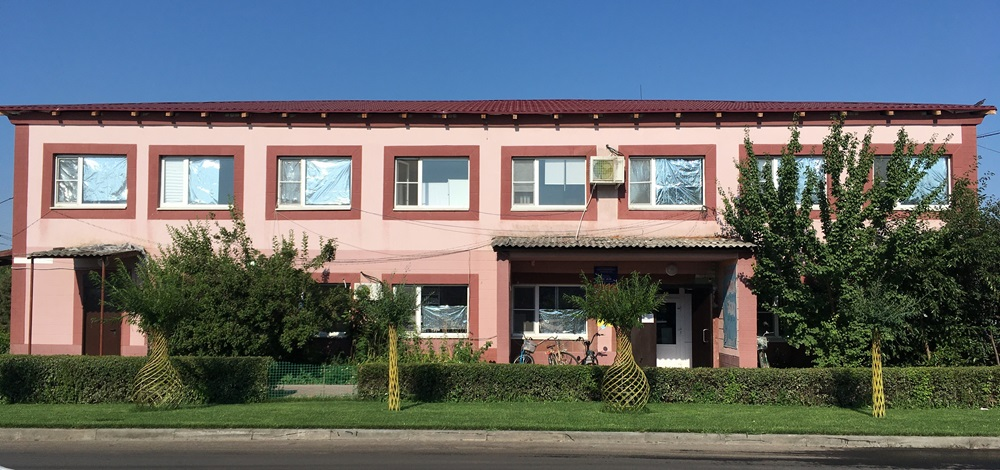
Центральная районная больница

- Алексеевская центральная районная больница. Детское отделение — ул. Красногвардейская, 80[35]Центральная районная больница

## СМИ
Первый номер районной газеты «Коммунстрой» вышел в станице Алексеевской 10 марта 1930 года. За многие годы название издания несколько раз изменялось: «Колхозстрой», «Большевистское знамя», «За высокий урожай», «Заря коммунизма», «Авангард», «Свет Октября», «Прихопёрье». 8 февраля 1994 года после регистрации Ростовской инспекцией (26 января 1994 года) районная газета официально вышла под названием «Прихопёрье». 
Редакция газеты «Прихопёрье» расположена по адресу: Советский переулок, д. 29.
Учредитель газеты — муниципальное бюджетное учреждение Алексеевского муниципального района Волгоградской области Редакция газеты «Прихопёрье».

## Транспорт
Рядом со станицей Алексеевской проходит автодорога 18К-6 «Елань — Преображенская — Новоаннинский — Алексеевская — Кругловка — Шумилинская (Ростовская область)», обеспечивающая транспортную связь с районными центрами Волгоградской области.
Ближайшая железнодорожная станция — Филоново — находится в Новоаннинском (50 км).
Ближайший аэропорт — Гумрак — расположен в городе Волгограде (280 км).

## Население
| 1959  | 1970  | 1979  | 2002  | 2010  | 2012  | 2013  |
| ----- | ----- | ----- | ----- | ----- | ----- | ----- |
| 2950  | ↗3354 | ↗3678 | ↗4196 | ↗4204 | ↘4103 | ↘4078 |
| 2014  | 2015  | 2016  | 2017  | 2018  | 2019  | 2020  |
| ↘3996 | ↘3915 | ↘3871 | ↘3836 | ↘3797 | ↘3776 | ↘3710 |
| 2021  |       |       |       |       |       |       |
| ↘3677 |       |       |       |       |       |       |

## Известные уроженцы
- Керсанов, Олег Владимирович (1959—н.в.)  — вице-губернатор, председатель Правительства Волгоградской области, первый заместитель Секретаря Волгоградского регионального отделения партии «Единая Россия»[52]
- Мушкетов, Иван Васильевич (1850—1902) — выдающийся русский учёный-геолог и географ, профессор Петербургского технического университета, знаменитый путешественник, член Императорского Русского Географического Общества;
- Якушов, Александр Васильевич (1905—1979) — советский военачальник, генерал-лейтенант